# Ведьмы из Сугаррамурди
«Ведьмы из Сугаррамурди» (исп. Las brujas de Zugarramurdi) — испанский фильм 2013 года режиссёра Алекса де ла Иглесиа. Фильм получил восемь премий «Гойя» из десяти номинаций в 2014 году, а также гран-при Брюссельского кинофестиваля.

## Сюжет

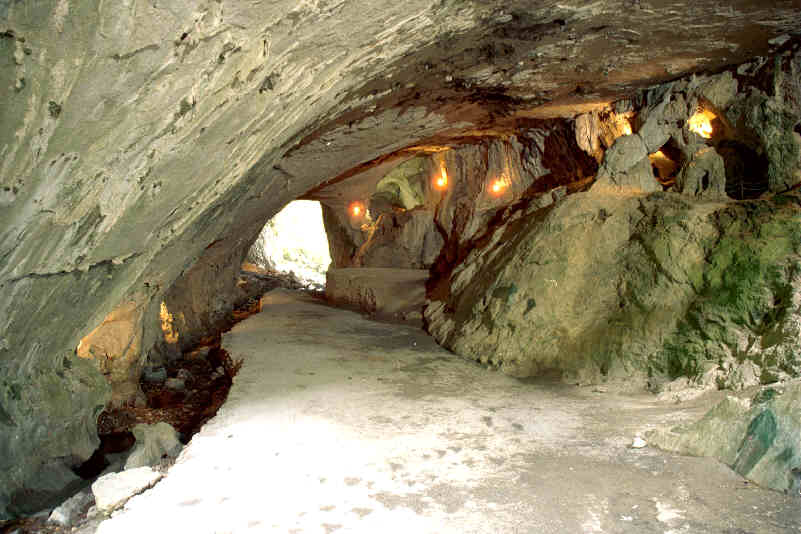
Пещера Сугаррамурди, в которой происходит шабаш ведьм

Двое мужчин, Хосе и Антонио, а также сын Хосе, маленький мальчик по имени Серхио, совершают ограбление в Мадриде, похищая золотые кольца из ломбарда. Скрываясь от полиции, они захватывают такси и направляются в сторону Франции.
Тем временем мать Серхио (и бывшая жена Хосе) обнаруживает сигнал айфона своего сына и следует за ними. В свою очередь, за ней следует двое полицейских, Пачеко и Кальво.
Рядом с французской границей герои попадают в городок Сугаррамурди, где обитают баскские ведьмы. Сначала они встречаются лишь с тремя из них: Маричу (бабушка), Грациана (мать) и Ева (дочь), но затем оказываются в центре гигантского шабаша.

## В ролях
| Актёр                    | Роль                                   |
| ------------------------ | -------------------------------------- |
| Уго Сильва               | Хосе                                   |
| Марио Касас              | Антонио, грабитель                     |
| Каролина Банг            | Ева, ведьма                            |
| Энрике Вилен Крус        | Адольфо                                |
| Тереле Павес             | Маричу, бабушка Евы                    |
| Кармен Маура             | Грасиана Барренечея, ведьма и мать Евы |
| Габриель Анхель Дельгадо | Серхио                                 |
| Хайме Ордоньес           | Мануэль                                |
| Макарена Гомес           | Сильвия                                |
| Пепон Ньето              | инспектор Кальво                       |
| Секун де ла Роса         | инспектор Пачеко                       |
| Сантьяго Сегура          | Мирен                                  |
| Карлос Аресес            | Кончи                                  |

## Восприятие
Фильм в целом был положительно принят критиками. На сайте Rotten Tomatoes фильм имеет рейтинг 84 % на основе 25 рецензий при рейтинге зрителей 58 %.